# تومازو روکی
تومازو روکی (ایتالیایی: Tommaso Rocchi؛  ‏ تلفظ ایتالیایی: [tomˈmaːzo]؛ ‏) بازیکن فوتبال و اهل ایتالیا است 

## تیم ملی
از سال ۲۰۰۶ میلادی عضو تیم ملی فوتبال ایتالیا بوده و در ۳ بازی ملی حضور داشته‌است. او در بازی‌های ملی‌اش گلی به ثمر نرساند.